# Filmfestival van Venetië
Het Filmfestival van Venetië (Mostra Internazionale d'Arte Cinematografica) is het oudste filmfestival ter wereld. Het festival is wereldwijd een van de vijf grootste filmfestivals, samen met het Filmfestival van Cannes, het Internationaal filmfestival van Berlijn, het Internationaal filmfestival van Toronto en het Sundance Film Festival. Het wordt gehouden bij het Lido in Venetië.
Het filmfestival wordt ieder jaar gehouden sinds 1932 en wordt georganiseerd door de Biënnale Venetië.

## Programma
Het programma van het Filmfestival van Venetië bestaat uit verschillende secties. 

### Internationale competitie
Ieder jaar wordt er een selectie gemaakt van een twintigtal speelfilms die in de internationale competitie de wereldpremière beleeft op het festival. Hiernaast wordt ook een aantal films geselecteerd voor het festival, die niet in competitie zijn voor de prijzen. De prijzen worden door een vakjury toegekend.

### Horizons (Orizzonti)
Deze competitie loopt parallel aan de internationale competitie. Dit onderdeel richt zich met name op debuutfilms en experimentele films die de laatste esthetische trends in internationale cinema vertegenwoordigen. Dit onderdeel heeft een eigen vakjury, die de prijzen toekent.

### Venice Immersive
In 2017 nam het festival als eerste van de grote internationale filmfestivals het medium virtual reality op in het programma. Aanvankelijk was de naam van dit onderdeel Venice Virtual Reality, maar sinds 2022 draagt deze sectie de naam Venice Immersive. Deze sectie is het Extended Reality-onderdeel van het filmfestival en de Biënnale van Venetië. Venice Immersive is volledig gewijd aan immersieve media, zoals virtual reality, 360° videos en augmented reality. Dit is wereldwijd het belangrijkste podium op het gebied van virtual reality en de prijzen in deze competitie zijn dan ook de belangrijkste prijzen ter wereld binnen dit genre. Ook hier worden een aantal films officieel geselecteerd voor de internationale competitie en een aantal buiten de competitie. Ook bij dit onderdeel worden de prijzen door een vakjury toegekend.

### Venice Classics
Deze sectie is gewijd aan wereldpremières van een selectie van de beste filmrestauraties van klassieke films, die dat jaar verschenen zijn.

## Prijzen

### Officiële selectie
In onderstaande tabel is een overzicht gegeven van de huidige prijzen die te winnen zijn voor films die zijn geselecteerd voor de internationale competitie.
| Naam                                              | Uitgereikt voor         | Uitgereikt sinds |
| ------------------------------------------------- | ----------------------- | ---------------- |
| Gouden Leeuw (Leone d'Oro)                        | Beste film              | 1946             |
| Zilveren Leeuw (Leone d'Argento)                  | Beste regisseur         | 1990             |
| Grote Juryprijs (Gran premio della giuria)        | Beste film              | 1951             |
| Coppa Volpi voor beste acteur                     | Beste acteur            | 1932             |
| Coppa Volpi voor beste actrice                    | Beste actrice           | 1932             |
| Speciale Juryprijs (Premio speciale della giuria) | Beste film              | 2013             |
| Premio Osella                                     | Beste scenario          | 2005             |
| Premio Marcello Mastroianni                       | Opkomend acteur/actrice | 1998             |

### Horizons (Orizzonti)
Deze competitie loopt parallel aan de internationale competitie. Dit onderdeel richt zich met name op debuutfilms en experimentele films die de laatste esthetische trends in internationale cinema vertegenwoordigen.
| Naam                                                       | Uitgereikt voor                                | Uitgereikt sinds |
| ---------------------------------------------------------- | ---------------------------------------------- | ---------------- |
| Premio Orizzonti per il miglior film                       | Beste film binnen het onderdeel Horizons       | 2004             |
| Premio Orizzonti per la migliore regia                     | Beste regisseur binnen het onderdeel Horizons  | 2013             |
| Premio speciale della giuria Orizzonti                     | Beste film volgens de jury                     | 2010             |
| Premio Orizzonti per la migliore interpretazione femminile | Beste actrice binnen het onderdeel Horizons    | 2014             |
| Premio Orizzonti per la migliore interpretazione maschile  | Beste acteur binnen het onderdeel Horizons     | 2014             |
| Premio Orizzonti per la migliore sceneggiatura             | Beste scenario binnen het onderdeel Horizons   | 2016             |
| Premio Orizzonti per il miglior cortometraggio             | Beste korte film binnen het onderdeel Horizons | 2010             |

### Venice Immersive
In onderstaande tabel is een overzicht gegeven van de prijzen die in de competitie van dit onderdeel te winnen zijn.
| Naam                                                               | Uitgereikt sinds |
| ------------------------------------------------------------------ | ---------------- |
| Venice Immersive Grand Prize (Gran Premio)                         | 2017             |
| Venice Immersive Special Jury Prize (Premio Speciale della Giuria) | 2017             |
| Venice Immersive Achievement Prize (Premio per la Realizzazione)   | 2017             |

## Edities

### 2004
Op 1 september ging het 61e festival van start; het duurde tot en met 11 september. Het festival werd geopend met de film van de Amerikaanse regisseur Steven Spielberg The Terminal. In 2004 stonden, in tegenstelling tot voorgaande jaren, vooral de publiekstrekkers en bekende artiesten in de belangstelling van het filmfestival en directeur Marco Müller hoopte hiermee meer publiek te trekken. Er streden 21 films mee, waaronder Birth, met in de hoofdrol Nicole Kidman en Hauru no ugoku shiro van de Japanse anime-regisseur Hayao Miyazaki. Vera Drake, geregisseerd door Mike Leigh won de Gouden Leeuw.

### 2005
Het 62e Filmfestival van Venetië vond plaats van 31 augustus tot en met 10 september. Seven Swords uit Hongkong, een martial arts-film, was de openingsfilm van het festival. Het festival sloot af met Perhaps Love, een filmmusical uit China. Negentien films deden mee in de competitie van de Gouden Leeuw, waaronder Goodnight And Good Luck (geregisseerd door George Clooney), Proof en The Brothers Grimm (Terry Gilliam). Ang Lee's western Brokeback Mountain won uiteindelijk de Gouden Leeuw. Björk maakte op het festival haar comeback als actrice. Ze was te zien in Drawing restraint 9. Sinds haar rol in Dancer in the Dark had ze niet meer in een film gespeeld.

### 2006
Het 63e Filmfestival van Venetië vond plaats van 30 augustus tot en met 9 september. Het festival werd geopend met de thriller The Black Dahlia van Brian De Palma. Verder werd ook de film Zwartboek van Paul Verhoeven vertoond. Beide films dongen ook mee naar een Gouden Leeuw, maar die prijs ging naar de Chinese film Still Life van Jia Zhangke. De film gaat over de strijd tegen de bouw van een stuwdam in de Jangtsekiang. Ben Affleck en Helen Mirren kregen een Leeuw voor respectievelijk Beste Acteur (Hollywoodland) en Beste Actrice (The Queen als Koningin Elizabeth II).

### 2007
In 2007 vond het festival plaats van 29 augustus tot en met 8 september. In dat jaar werd voor het eerst ook een "Queer Lion" voor de beste film met een homoseksueel thema of met een homoseksueel personage uitgereikt.

### 2008
Het 65e Mostra Internazionale d'Arte Cinematografica vond plaats van 27 augustus tot en met 6 september. De film Burn After Reading van de Gebroeders Coen was de openingsfilm. Filmregisseur Wim Wenders was dit jaar de jury-voorzitter. De film The Wrestler van Darren Aronofsky won de Gouden Leeuw.

### 2009
De Gouden Leeuw werd door de jury toegekend aan de Israëlische regisseur Samuel Maoz voor zijn autobiografische oorlogsfilm Lebanon. De jury stond onder voorzitterschap van Ang Lee.

### 2010
De Amerikaanse regisseur Sofia Coppola kreeg van een jury onder voorzitterschap van Quentin Tarantino de Gouden Leeuw voor haar film Somewhere.

### 2011
Het festival vond in 2011 plaats van 31 augustus tot 10 september. Darren Aronofsky vervulde de rol van juryvoorzitter.